# Bazilika u Potocima
Bazilika u Potocima je starokršćanska bazilika. Njeni su ostatci danas u Potocima, kod grada Mostara.
Područje župe Potoci naseljeno je još u prapovijesti, a nastavilo se i u starorimsko doba. Naseljenost svjedoče ostatci prapovijesne i rimske keramike. Ranokršćanska bazilika sagrađena je u 5. ili 6. stoljeću.